# Janusz Kołodziej (żużlowiec)

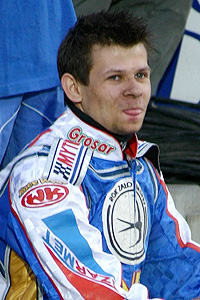
Kołodziej w barwach Unii Tarnów

Janusz Marcin Kołodziej (ur. 27 maja 1984 w Tarnowie) – polski żużlowiec.

## Życiorys
Do szkółki żużlowej zapisał się w wieku 12 lat. Po 4 latach treningów pomyślnie zdał egzamin na licencję żużlową. Debiutował w zawodach młodzieżowych w Lublinie. Pierwszy ligowy start Janusza miał miejsce w meczu z Gwardią Warszawa. Kołodziej zdobył wtedy 9 punktów w 5 startach. Jeszcze w tym samym sezonie Janusz nabawił się pierwszej kontuzji. Podczas meczu z Wandą Kraków, zaczepił nogą o łańcuch w motocyklu Marka Remiana. Z powodu złamania kości śródstopia pauzował na 6 tygodni.
Sezon 2001 to pierwszy pełny sezon w karierze. Już wtedy Janusz reprezentował Polskę w zawodach Mitropa Cup, które rozegrano w Czechach i Austrii. W obu imprezach był najlepszym zawodnikiem z Orłem na plastronie. Startował również w Brązowym i Srebrnym Kasku, finale MIMP. Największym sukcesem w sezonie 2001 było 3. miejsce w Memoriale Romana Gąsiora w Krośnie.
Kolejny sezon startów to rok 2002, przeplatany sukcesami i kontuzjami. Janusz bardzo chciał awansować do finału IMŚJ. Na drodze jednak stanęła kontuzja. Przeszkodziła mu ona również w uczestnictwie w tak prestiżowych zawodach jak: IMP, BK czy SK. W finale MIMP w Lesznie Janusz zajął trzecie miejsce. Brązowy medal, który zawisnął na jego szyi był pierwszym medalem od kilku lat dla tarnowskiego klubu.
W sezonie 2003 Janusz wraz z Unią Tarnów awansował do Ekstraligi i był najskuteczniejszym zawodnikiem Jaskółek w ciągu całego sezonu. Zadebiutował na Wyspach Brytyjskich w drużynie Reading Racers, gdzie został okrzyknięty „cudownym dzieckiem z Polski”. Doskonale zaprezentował się również w IMEJ, gdzie zajął drugie miejsce. W trakcie sezonu przesiadł się z czeskiej Jawy na włoskiego GM-a. Z kompletem punktów zwyciężył w finale Brązowego Kasku. Janusz zajął również 2. miejsce w finale Srebrnego Kasku. Wywalczył również 5. miejsce w finale MIMP.
Sezon 2004 to rok medalami usłany. Chyba najważniejszy to złoty medal Drużynowych Mistrzostw Polski, mimo iż Janusz z powodu kontuzji nie mógł wystąpić w finałowym meczu, to w ciągu sezonu walnie przyczynił się do sukcesu Jaskółek. Zdobył wszystkie medale, jakie można zdobyć w kategorii juniora. Został Młodzieżowym Indywidualnym Mistrzem Polski, wraz z Marcinem Rempałą stanął na najwyższym stopniu podium podczas MMPPK w Częstochowie, do tego dorzucił srebro w MPPK. Z powodu kontuzji złamania lewej ręki, jakiej nabawił się podczas finału IME w duńskim Holsted nie mógł uczestniczyć w finale IMŚJ oraz finale MDMP, które odbyły się w Tarnowie. Pod nieobecność Janusza w MDMP juniorzy Unii zdobyli brązowy medal, który zawisnął również na szyi Janusza. Po raz kolejny Janusz występował z Orłem na piersi w finałach DPŚ na Wyspach Brytyjskich Janusz był jednym z liderów kadry. W finale w Poole zdobył 10 pkt i był najskuteczniejszym zawodnikiem reprezentacji. W tym samym sezonie zadebiutował w Elitserien w drużynie Rospiggarny Hallstavik.
W sezonie 2005 Janusz zdobył jak do tej pory najważniejszy tytuł: IMP w kategorii seniorów na torze w Tarnowie po pięknej walce z Tomaszem Gollobem. Po raz drugi z Jaskółkami zdobył złoty medal w DMP. W ostatnim sezonie juniorskim zdobył trzy medale srebrne w tej kategorii w MIMP, MMPPK i MDMP. Reprezentując Polskę wywalczył z kolegami z reprezentacji złoty medal w DMŚJ i także złoty w Mistrzostwach Europy Par. Po raz drugi reprezentował barwy Rospiggarny w Elitserien.
Po odejściu z rodzimego klubu – Unii Tarnów – Janusz Kołodziej bardzo dobrze zaaklimatyzował się w drużynie leszczyńskich Byków. W drugim meczu sezonu 2010 rozegranym na stadionie im. Alfreda Smoczyka w Lesznie, Janusz pobił dotychczasowy rekord toru (w 5. biegu), który do tej pory należał do Krzysztofa Kasprzaka. Aktualnie – od 9 maja 2010 r. – najlepszy czas tamtejszego owalu wynosi 58,12. Swój rekord poprawił w półfinałowym meczu Drużynowych Mistrzostw Polski z Unibaxem Toruń, który aktualnie wynosi 58,04 s. W tym samym tygodniu obronił wywalczony w kwietniu (przeniesiony z sezonu 2009) Złoty Kask oraz po raz drugi w karierze, po pasjonującej walce i biegu dodatkowym z Krzysztofem Kasprzakiem, został Indywidualnym Mistrzem Polski. W sezonie 2012 reprezentował barwy Unii Tarnów. Początek sezonu 2013 nie był dla Janusza najlepszy – za to końcówka świetna. Wywalczył on wraz z tarnowskimi "Jaskółkami" pierwszy historii tego klubu brązowy medal Drużynowych Mistrzostw Polski będąc w decydujących meczach prawdziwym liderem Unii. Szczególnie w pamięci kibiców zostanie 15-sty bieg rewanżowego meczu o brązowy medal, kiedy to Janusz fantastycznym atakiem zapewnił Unii ów medal. 9 października 2013 roku Kołodziej po raz trzeci, a po raz drugi na tarnowskim torze wywalczył tytuł IMP kolejny raz w biegu finałowym pokonując Krzysztofa Kasprzaka.

## Osiągnięcia

### Starty w Grand Prix (Indywidualnych Mistrzostwach Świata na Żużlu)

#### Zwycięstwa w poszczególnych zawodach Grand Prix
| Nr | Dzień      | Rok  | Nazwa            | Miejscowość | Tor             | Długość toru |
| -- | ---------- | ---- | ---------------- | ----------- | --------------- | ------------ |
| 1. | 15 czerwca | 2019 | Grand Prix Czech | Praga       | Stadion Markéta | 353m         |

#### Miejsca na podium
| Nr | Dzień          | Rok  | Nazwa             | Miejscowość | Tor             | Miejsce | Punkty | Biegi           | Zwycięzca       |
| -- | -------------- | ---- | ----------------- | ----------- | --------------- | ------- | ------ | --------------- | --------------- |
| 1. | 9 października | 2010 | Grand Prix Polski | Bydgoszcz   | Stadion Polonii | 3       | 14     | (1,2,3,2,1,3,2) | Andreas Jonsson |
| 2. | 15 czerwca     | 2019 | Grand Prix Czech  | Praga       | Stadion Markéta | 1.      | 15     | (3,3,2,0,1,3,3) | —               |

#### Punkty w poszczególnych zawodachGrand Prix
| Sezon 2006           |                       |                         |                                |                                |                                |                          |                        |                                |                        |                                 |         |         |         |         |         |         |         |         |         |         |         |        |        |        |        |        |        |        |        |        |        |        |        |
| GP Słowenii – Krško  | GP Europy – Wrocław   | GP Szwecji – Eskilstuna | GP Wielkiej Brytanii – Cardiff | GP Danii – Kopenhaga           | GP Włoch – Lonigo              | GP Skandynawii – Målilla | GP Czech – Praga       | GP Łotwy – Dyneburg            | GP Polski – Bydgoszcz  | miejsce                         | miejsce | miejsce | miejsce | miejsce | miejsce | miejsce | miejsce | miejsce | miejsce | miejsce | miejsce | punkty | punkty | punkty | punkty | punkty | punkty | punkty | punkty | punkty | punkty | punkty | punkty |
| –                    | 0                     | –                       | –                              | –                              | –                              | –                        | –                      | –                              | –                      | 28                              | 28      | 28      | 28      | 28      | 28      | 28      | 28      | 28      | 28      | 28      | 28      | 0      | 0      | 0      | 0      | 0      | 0      | 0      | 0      | 0      | 0      | 0      | 0      |
| Sezon 2010           |                       |                         |                                |                                |                                |                          |                        |                                |                        |                                 |         |         |         |         |         |         |         |         |         |         |         |        |        |        |        |        |        |        |        |        |        |        |        |
| GP Europy – Leszno   | GP Szwecji – Göteborg | GP Czech – Praga        | GP Danii – Kopenhaga           | GP Polski – Toruń              | GP Wielkiej Brytanii – Cardiff | GP Skandynawii – Målilla | GP Chorwacji – Gorican | GP Nordyckie – Vojens          | GP Włoch – Terenzano   | GP Polski – Bydgoszcz           | miejsce | miejsce | miejsce | miejsce | miejsce | miejsce | miejsce | miejsce | miejsce | miejsce | miejsce | punkty | punkty | punkty | punkty | punkty | punkty | punkty | punkty | punkty | punkty | punkty |        |
| 12                   | –                     | –                       | –                              | –                              | –                              | –                        | –                      | –                              | –                      | 14                              | 16      | 16      | 16      | 16      | 16      | 16      | 16      | 16      | 16      | 16      | 16      | 26     | 26     | 26     | 26     | 26     | 26     | 26     | 26     | 26     | 26     | 26     |        |
| Sezon 2011           |                       |                         |                                |                                |                                |                          |                        |                                |                        |                                 |         |         |         |         |         |         |         |         |         |         |         |        |        |        |        |        |        |        |        |        |        |        |        |
| GP Europy – Leszno   | GP Szwecji – Göteborg | GP Czech – Praga        | GP Danii – Kopenhaga           | GP Wielkiej Brytanii – Cardiff | GP Włoch – Terenzano           | GP Skandynawii – Målilla | GP Polski – Toruń      | GP Nordyckie – Vojens          | GP Chorwacji – Gorican | GP Polski – Gorzów Wielkopolski | miejsce | miejsce | miejsce | miejsce | miejsce | miejsce | miejsce | miejsce | miejsce | miejsce | miejsce | punkty | punkty | punkty | punkty | punkty | punkty | punkty | punkty | punkty | punkty | punkty |        |
| 8                    | 9                     | 1                       | 3                              | 7                              | 10                             | 1                        | –                      | 2                              | 4                      | 5                               | 14      | 14      | 14      | 14      | 14      | 14      | 14      | 14      | 14      | 14      | 14      | 50     | 50     | 50     | 50     | 50     | 50     | 50     | 50     | 50     | 50     | 50     |        |
| Sezon 2019           |                       |                         |                                |                                |                                |                          |                        |                                |                        |                                 |         |         |         |         |         |         |         |         |         |         |         |        |        |        |        |        |        |        |        |        |        |        |        |
| GP Polski – Warszawa | GP Słowenii – Krško   | GP Czech – Praga        | GP Szwecji – Hallstavik        | GP Polski – Wrocław            | GP Skandynawii – Målilla       | GP Niemiec – Teterow     | GP Danii – Vojens      | GP Wielkiej Brytanii – Cardiff | GP Polski – Toruń      | miejsce                         | miejsce | miejsce | miejsce | miejsce | miejsce | miejsce | miejsce | miejsce | miejsce | miejsce | miejsce | punkty | punkty | punkty | punkty | punkty | punkty | punkty | punkty | punkty | punkty | punkty | punkty |
| 4                    | 7                     | 15                      | 3                              | 15                             | 4                              | 2                        | 0                      | 1                              | 6                      | 14                              | 14      | 14      | 14      | 14      | 14      | 14      | 14      | 14      | 14      | 14      | 14      | 57     | 57     | 57     | 57     | 57     | 57     | 57     | 57     | 57     | 57     | 57     | 57     |

| Statystyki        | Statystyki |
| ----------------- | ---------- |
| Starty            | 23         |
| Zwycięstwa        | 1          |
| Miejsca na podium | 2          |
| Finalista         | 4          |
| Punkty            | 133        |

### Drużynowy Puchar Świata
| Dzień      | Rok  | Drużyna | Miejscowość         | Miejsce         | Skład | Punkty  | Biegi          | Zwycięzca |
| ---------- | ---- | ------- | ------------------- | --------------- | ----- | ------- | -------------- | --------- |
| 7 sierpnia | 2004 | Polska  | Poole               | 4.              | [ a ] | 10 (22) | (2,2,2,1,3,w!) | Szwecja   |
| 22 lipca   | 2006 | Polska  | Reading             | 5. (3 w barażu) | [ b ] | 2       | (u,0,1,0,1)    | Dania     |
| 31 lipca   | 2010 | Polska  | Vojens              | 1.              | [ c ] | 6 (44)  | (0,d,2,3,1)    | —         |
| 16 lipca   | 2011 | Polska  | Gorzów Wielkopolski | 1.              | [ d ] | 7 (51)  | (1,1,0,3,2)    | —         |
| 2 sierpnia | 2014 | Polska  | Bydgoszcz           | 2.              | [ e ] | 6 (37)  | (3,1,1,0,1)    | Dania     |
| 29 lipca   | 2023 | Polska  | Wrocław             | 1.              | [ f ] | 0 (33)  | (0)            | —         |

### Drużynowe Mistrzostwa Świata Juniorów
| Dzień          | Rok  | Drużyna | Miejscowość | Miejsce | Skład | Punkty  | Biegi       | Zwycięzca |
| -------------- | ---- | ------- | ----------- | ------- | ----- | ------- | ----------- | --------- |
| 1 października | 2005 | Polska  | Pardubice   | 1.      | [ g ] | 14 (41) | (2,3,3,3,3) | —         |

### Drużynowe Mistrzostwa Europy
| Dzień   | Rok  | Drużyna | Miejscowość | Miejsce | Skład | Punkty  | Biegi       | Zwycięzca |
| ------- | ---- | ------- | ----------- | ------- | ----- | ------- | ----------- | --------- |
| 15 maja | 2022 | Polska  | Poznań      | 1.      | [ h ] | 15 (47) | (3,3,3,3,3) | —         |

### Drużynowe Mistrzostwa Polski
| Sezon | Klub                    | Miejsce | Średnia biegowa | Liga       | Zwycięzca ligi               | Mistrz Polski                    |
| ----- | ----------------------- | ------- | --------------- | ---------- | ---------------------------- | -------------------------------- |
| 2000  | Unia Tarnów             | 2.      | 1,875           | II liga    | Kolejarz Rawicz              | Polonia Bydgoszcz                |
| 2001  | Unia Tarnów             | 1.      | 1,913           | II liga    | —                            | Apator Adriana Toruń             |
| 2002  | Unia Tarnów             | 5.      | 1,904           | I liga     | ZKŻ Quick-mix Zielona Góra   | Polonia Bydgoszcz                |
| 2003  | Unia Tarnów             | 2.      | 2,120           | I liga     | RKM Rybnik                   | Top Secret Włókniarz Częstochowa |
| 2004  | Unia Tarnów             | 1.      | 1,775           | Ekstraliga | —                            | —                                |
| 2005  | Unia Tarnów             | 1.      | 1,968           | Ekstraliga | —                            | —                                |
| 2006  | Unia Tarnów             | 4.      | 2,000           | Ekstraliga | Atlas Wrocław                | Atlas Wrocław                    |
| 2007  | Unia Tarnów             | 6.      | 1,859           | Ekstraliga | Unia Leszno                  | Unia Leszno                      |
| 2008  | Unia Tarnów             | 8.      | 2,011           | Ekstraliga | Unibax Toruń                 | Unibax Toruń                     |
| 2009  | Unia Tarnów             | 1.      | 2,411           | I liga     | —                            | Falubaz Zielona Góra             |
| 2010  | Unia Leszno             | 1.      | 2,521           | Ekstraliga | —                            | —                                |
| 2011  | Unia Leszno             | 2.      | 1,762           | Ekstraliga | Stelmet Falubaz Zielona Góra | Stelmet Falubaz Zielona Góra     |
| 2012  | Azoty Tauron Tarnów     | 1.      | 2,185           | Ekstraliga | —                            | —                                |
| 2013  | Unia Tarnów             | 3.      | 2,073           | Ekstraliga | Stelmet Falubaz Zielona Góra | Stelmet Falubaz Zielona Góra     |
| 2014  | Grupa Azoty Unia Tarnów | 3.      | 2,241           | Ekstraliga | Stal Gorzów Wielkopolski     | Stal Gorzów Wielkopolski         |
| 2015  | Grupa Azoty Unia Tarnów | 3.      | 2.239           | Ekstraliga | Fogo Unia Leszno             | Fogo Unia Leszno                 |
| 2016  | Grupa Azoty Unia Tarnów | 8.      | 2.173           | Ekstraliga | Stal Gorzów Wielkopolski     | Stal Gorzów Wielkopolski         |
| 2017  | Fogo Unia Leszno        | 1.      | 2.012           | Ekstraliga | Fogo Unia Leszno             | Fogo Unia Leszno                 |
| 2018  | Fogo Unia Leszno        | 1.      | 2.013           | Ekstraliga | Fogo Unia Leszno             | Fogo Unia Leszno                 |
| 2019  | Fogo Unia Leszno        | 1.      | 2.241           | Ekstraliga | Fogo Unia Leszno             | Fogo Unia Leszno                 |
| 2020  | Fogo Unia Leszno        | 1.      | 1.870           | Ekstraliga | Fogo Unia Leszno             | Fogo Unia Leszno                 |
| 2021  | Fogo Unia Leszno        | 4.      | 2.036           | Ekstraliga | Betard Sparta Wrocław        | Betard Sparta Wrocław            |
| 2022  | Fogo Unia Leszno        | 6.      | 2.427           | Ekstraliga | Motor Lublin                 | Motor Lublin                     |
| 2023  | Fogo Unia Leszno        | 6.      | 2,333           | Ekstraliga | Betard Sparta Wrocław        | Motor Lublin                     |
| 2024  | Fogo Unia Leszno        | 8.      | 2,194           | Ekstraliga | Motor Lublin                 | Motor Lublin                     |

### Indywidualne Mistrzostwa Polski
| Dzień                          | Rok  | Klub                    | Miejscowość              | Miejsce                 | Punkty                  | Biegi                                    | Zwycięzca          |
| ------------------------------ | ---- | ----------------------- | ------------------------ | ----------------------- | ----------------------- | ---------------------------------------- | ------------------ |
| 15 sierpnia                    | 2002 | Unia Tarnów             | Toruń                    | NS w półfinale          | NS w półfinale          | NS w półfinale                           | Tomasz Gollob      |
| 15 sierpnia                    | 2003 | Unia Tarnów             | Bydgoszcz                | 12. miejsce w półfinale | 12. miejsce w półfinale | 12. miejsce w półfinale                  | Rune Holta         |
| 15 sierpnia                    | 2005 | Unia Tarnów             | Tarnów                   | 1.                      | 15                      | (3,3,3,3,3)                              | —                  |
| 15 sierpnia                    | 2006 | Unia Tarnów             | Tarnów                   | —                       | —                       | NS                                       | Tomasz Gollob      |
| 15 sierpnia                    | 2007 | Unia Tarnów             | Wrocław                  | 6.                      | 9                       | (2,3,1,2,1)                              | Rune Holta         |
| 9 sierpnia                     | 2008 | Unia Tarnów             | Leszno                   | 11.                     | 6                       | (1,2,2,w,1)                              | Adam Skórnicki     |
| 25 lipca                       | 2009 | Unia Tarnów             | Toruń                    | 3.                      | 11+2                    | (2,2,2,3,2)+2                            | Tomasz Gollob      |
| 18 września                    | 2010 | Unia Leszno             | Zielona Góra             | 1.                      | 13+3                    | (2,3,3,3,2)+3                            | —                  |
| 3 września                     | 2011 | Unia Leszno             | Leszno                   | 13. miejsce w półfinale | 13. miejsce w półfinale | 13. miejsce w półfinale                  | Jarosław Hampel    |
| 15 sierpnia                    | 2012 | Azoty Tauron Tarnów     | Zielona Góra             | 14. miejsce w półfinale | 14. miejsce w półfinale | 14. miejsce w półfinale                  | Tomasz Jędrzejak   |
| 6 października                 | 2013 | Unia Tarnów             | Tarnów                   | 1.                      | 13+3                    | (3,3,2,2,3)+3                            | —                  |
| 14 sierpnia                    | 2014 | Grupa Azoty Unia Tarnów | Zielona Góra             | 3.                      | 14+1                    | (3,2,3,3,3)+1                            | Krzysztof Kasprzak |
| 5 lipca                        | 2015 | Grupa Azoty Unia Tarnów | Gorzów Wlkp              | 4.                      | 13+0                    | (3,3,1,3,3)+0                            | Maciej Janowski    |
| 1 lipca                        | 2016 | Grupa Azoty Unia Tarnów | Leszno                   | 12.                     | 5                       | (0,3,0,2,0)                              | Patryk Dudek       |
| 2 lipca                        | 2017 | Unia Leszno             | Gorzów Wlkp              | 5.                      | 11+2                    | (3,3,2,1,2)+1                            | Szymon Woźniak     |
| 4 lipca                        | 2018 | Fogo Unia Leszno        | Leszno                   | 3.                      | 12+1                    | (1,3,3,2,3)+1                            | Piotr Pawlicki     |
| 14 lipca                       | 2019 | Fogo Unia Leszno        | Leszno                   | 1.                      | 12+2+3                  | (3,3,1,2,3)+2+3                          | _                  |
| 7 września                     | 2020 | Fogo Unia Leszno        | Leszno                   | 4.                      | 10+3+0                  | (1,1,3,3,2)+3+0                          | Maciej Janowski    |
| 11 lipca                       | 2021 | Fogo Unia Leszno        | Leszno                   | 3.                      | 15+1                    | (3,3,3,2,3) +1                           | Bartosz Zmarzlik   |
| 9 lipca 15 sierpnia 5 września | 2022 | Fogo Unia Leszno        | Grudziądz Krosno Rzeszów | 3.                      | 11 12 9                 | (2,0,3,3,3) (3,1,3,2,3) (3,1,3,1,1)      | Bartosz Zmarzlik   |
| 8 czerwca 16 lipca 4 września  | 2023 | Fogo Unia Leszno        | Rzeszów Piła Łódź        | 5.                      | 0 11 17                 | (0,0,–,–,–) (1,3,2,3,2) (3,3,2,3,2,3) +1 | Bartosz Zmarzlik   |
| 6 lipca 27 lipca 10 sierpnia   | 2024 | Fogo Unia Leszno        | Łódź Bydgoszcz Lublin    | 12.                     | 8 6 3                   | (1,1,3,0,3) (1,0,3,0,2) (0,2,0,0,1)      | Maciej Janowski    |

### Indywidualne Mistrzostwa Świata Juniorów
| Dzień       | Rok  | Klub        | Miejscowość | Miejsce | Punkty | Biegi | Zwycięzca        |
| ----------- | ---- | ----------- | ----------- | ------- | ------ | ----- | ---------------- |
| 11 września | 2004 | Unia Tarnów | Wrocław     | __      | __     | NS    | Robert Miśkowiak |

### Indywidualne Mistrzostwa Europy Juniorów
| Dzień       | Rok  | Klub        | Miejscowość | Miejsce | Punkty | Biegi         | Zwycięzca      |
| ----------- | ---- | ----------- | ----------- | ------- | ------ | ------------- | -------------- |
| 20 września | 2003 | Unia Tarnów | Pocking     | 2.      | 13+3   | (2,3,3,3,2)+3 | Kenneth Bjerre |

### Indywidualne Międzynarodowe Mistrzostwa Ekstraligi
| Dzień       | Rok  | Klub                    | Miejscowość | Miejsce | Punkty | Biegi            | Zwycięzca          |
| ----------- | ---- | ----------------------- | ----------- | ------- | ------ | ---------------- | ------------------ |
| 22 sierpnia | 2014 | Grupa Azoty Unia Tarnów | Tarnów      | 5.      | 9+2    | (2,0,1,3,3)+2    | Emil Sajfutdinow   |
| 28 sierpnia | 2016 | Unia Tarnów             | Gdańsk      | 16.     | 3      | (0,2,0,0,1)      | Krystian Pieszczek |
| 14 sierpnia | 2017 | Fogo Unia Leszno        | Gdańsk      | 13.     | 4      | (1,1,0,2,0)      | Leon Madsen        |
| 5 sierpnia  | 2018 | Fogo Unia Leszno        | Gdańsk      | 9.      | 8+0    | (2,3,0,1,2) +0   | Patryk Dudek       |
| 12 lipca    | 2019 | Fogo Unia Leszno        | Gdańsk      | 15.     | 2      | (0,0,w,1,1)      | Bartosz Zmarzlik   |
| 18 czerwca  | 2021 | Fogo Unia Leszno        | Toruń       |         | 8+3+2  | (3,0,1,3,1) +3+2 | Jason Doyle        |
| 2 kwietnia  | 2022 | Fogo Unia Leszno        | Toruń       | 9.      | 9+0    | (3,1,1,1,3)+0    | Bartosz Zmarzlik   |
| 1 kwietnia  | 2023 | Fogo Unia Leszno        | Toruń       | 11.     | 6      | (1,0,2,1,2)      | Bartosz Zmarzlik   |

### Młodzieżowe Indywidualne Mistrzostwa Polski
| Dzień          | Rok  | Klub        | Miejscowość | Miejsce | Punkty | Biegi       | Zwycięzca         |
| -------------- | ---- | ----------- | ----------- | ------- | ------ | ----------- | ----------------- |
| 30 września    | 2001 | Unia Tarnów | Częstochowa | 16.     | 0      | (w,0,0,0,0) | Jarosław Hampel   |
| 9 czerwca      | 2002 | Unia Tarnów | Leszno      | 3.      | 11+2   | (2,3,0,3,3) | Artur Bogińczuk   |
| 10 lipca       | 2003 | Unia Tarnów | Rybnik      | 5.      | 11     | (3,3,1,2,2) | Łukasz Romanek    |
| 8 lipca        | 2004 | Unia Tarnów | Piła        | 1.      | 13     | (2,3,3,3,2) | —                 |
| 2 października | 2005 | Unia Tarnów | Toruń       | 2.      | 13     | (2,2,3,3,3) | Adrian Miedziński |

### Mistrzostwa Polski Par Klubowych
| Sezon | Dzień           | Miejscowość         | Miejsce                   | Punkty                    | Biegi                     | Zawodnicy w Parze                  | Klub             | Zwycięzca                   |
| ----- | --------------- | ------------------- | ------------------------- | ------------------------- | ------------------------- | ---------------------------------- | ---------------- | --------------------------- |
| 2001  | 22 czerwca      | Piła                | 6. miejsce w eliminacjach | 6. miejsce w eliminacjach | 6. miejsce w eliminacjach | Robert Wardzała                    | Unia Tarnów      | Atlas Wrocław               |
| 2002  | 28 czerwca      | Wrocław             | 3. miejsce w eliminacjach | 3. miejsce w eliminacjach | 3. miejsce w eliminacjach | Grzegorz Rempała, Robert Kużdżał   | Unia Tarnów      | Point-S Polonia Bydgoszcz   |
| 2003  | 1 sierpnia      | Leszno              | 3. miejsce w eliminacjach | 3. miejsce w eliminacjach | 3. miejsce w eliminacjach | Grzegorz Rempała, Stanisław Burza  | Unia Tarnów      | Unia Leszno                 |
| 2004  | 30 lipca        | Toruń               |                           | 1 (21)                    | (1,–,–,d,–,–)             | Marcin Rempała, Tomasz Gollob      | Unia Tarnów      | Apator Adriana Toruń        |
| 2005  | 18 września     | Wrocław             | 3. miejsce w eliminacjach | 3. miejsce w eliminacjach | 3. miejsce w eliminacjach | Marcin Rempała, Grzegorz Rempała   | Unia Tarnów      | Marma Polskie Folie Rzeszów |
| 2007  | 3 sierpnia      | Częstochowa         |                           | 0 (24)                    | (–,–,–,–,–,0)             | Tomasz Gollob, Rune Holta          | Unia Tarnów      | –                           |
| 2009  | 17 września     | Leszno              |                           | 5+3 (21+3)                | (–,–,2,–,–,3) +3          | Sebastian Ułamek, Piotr Świderski  | Unia Tarnów      | Falubaz Zielona Góra        |
| 2010  | 3 czerwca       | Toruń               | 4.                        | 11 (19)                   | (3,0,2,1,2,3)             | Damian Baliński, Sławomir Musielak | Unia Leszno      | Unibax Toruń                |
| 2013  | 30 sierpnia     | Gorzów Wielkopolski |                           | 17 (25)                   | (3,3,3,2,3,3)             | Maciej Janowski, Kacper Gomólski   | Unia Tarnów      | –                           |
| 2015  | 12 lipca        | Leszno              |                           | 10 (16)                   | (3,2,3,2)                 | Artur Mroczka, Ernest Koza         | Unia Tarnów      | Fogo Unia Leszno            |
| 2016  | 8 kwietnia 2017 | Rawicz              |                           | 4 (23)                    | (1,1,–,2,–,–)             | Piotr Pawlicki, Grzegorz Zengota   | Fogo Unia Leszno | Betard Sparta Wrocław       |
| 2022  | 3 kwietnia      | Poznań              |                           | 7 (21+3)                  | (–,–,1,0,3,3)             | Jason Doyle, Piotr Pawlicki        | Fogo Unia Leszno | Motor Lublin                |
| 2023  | 2 kwietnia      | Rzeszów             |                           | 8 (22+2)                  | (1,2,–,2,–,3)             | Chris Holder, Bartosz Smektała     | Fogo Unia Leszno | Platinum Motor Lublin       |

### Młodzieżowe Mistrzostwa Polski Par Klubowych
| Sezon | Dzień      | Miejscowość         | Miejsce                   | Punkty                    | Biegi                     | Zawodnicy w Parze              | Klub        | Zwycięzca               |
| ----- | ---------- | ------------------- | ------------------------- | ------------------------- | ------------------------- | ------------------------------ | ----------- | ----------------------- |
| 2001  | 30 czerwca | Rybnik              | 3. miejsce w eliminacjach | 3. miejsce w eliminacjach | 3. miejsce w eliminacjach | Dawid Bendzera, Tomasz Budzik  | Unia Tarnów | ZKŻ Polmos Zielona Góra |
| 2002  | 7 lipca    | Piła                | 6.                        | 12 (14)                   | (2,3,1,1,2,3)             | Marcin Rempała, Dawid Bendzera | Unia Tarnów | BGŻ S.A. Polonia Piła   |
| 2003  | 15 czerwca | Piła                | 6.                        | 15 (16)                   | (1,3,2,3,3,3)             | Marcin Rempała, Paweł Baran    | Unia Tarnów | RKM Rybnik              |
| 2004  | 15 czerwca | Częstochowa         |                           | 17 (28)                   | (2,3,3,3,3,3)             | Marcin Rempała, Paweł Baran    | Unia Tarnów | –                       |
| 2005  | 26 maja    | Gorzów Wielkopolski |                           | 14 (23)                   | (3,3,3,2,3,0)             | Marcin Rempała, Grzegorz Dzik  | Unia Tarnów | Unia Leszno             |

### Złoty Kask
| Dzień            | Rok  | Klub                      | Miejscowość         | Miejsce                    | Punkty                     | Biegi                      | Zwycięzca           |
| ---------------- | ---- | ------------------------- | ------------------- | -------------------------- | -------------------------- | -------------------------- | ------------------- |
| 14 października  | 2005 | Unia Tarnów               | Rybnik              | 1.                         | 14                         | (2,3,3,3,3)                | —                   |
| 6 czerwca        | 2007 | Unia Tarnów               | Bydgoszcz           | 17.                        | 1                          | (1)                        | Grzegorz Walasek    |
| 30 kwietnia 2010 | 2009 | Unia Leszno               | Zielona Góra        | 1.                         | 15                         | (3,3,3,3,3)                | —                   |
| 16 września      | 2010 | Unia Leszno               | Częstochowa         | 1.                         | 13                         | (1,3,3,3,3)                | —                   |
| 24 kwietnia      | 2011 | Unia Leszno               | Toruń               | 3.                         | 12                         | (3,2,3,2,2)                | Adrian Miedziński   |
| 5 maja           | 2012 | Azoty Tauron Tarnów       | Gorzów Wielkopolski | 10. miejsce w półfinale    | 10. miejsce w półfinale    | 10. miejsce w półfinale    | Piotr Pawlicki      |
| 25 kwietnia      | 2013 | Unia Tarnów               | Rawicz              | 13.                        | 5                          | (2,1,1,0,1)                | Maciej Janowski     |
| 12 października  | 2014 | Grupa Azoty Tauron Tarnów | Rawicz              | 15. miejsce w eliminacjach | 15. miejsce w eliminacjach | 15. miejsce w eliminacjach | Przemysław Pawlicki |
| 14 kwietnia      | 2015 | Unia Tarnów               | Lublin              | 6. miejsce w eliminacjach  | 6. miejsce w eliminacjach  | 6. miejsce w eliminacjach  | Przemysław Pawlicki |
| 25 kwietnia      | 2016 | Unia Tarnów               | Tarnów              | 3.                         | 8                          | (3,3,2)                    | Patryk Dudek        |
| 20 kwietnia      | 2017 | Fogo Unia Leszno          | Zielona Góra        | 2.                         | 10+3                       | (2,2,2,3,1) +3             | Przemysław Pawlicki |
| 19 kwietnia      | 2018 | Fogo Unia Leszno          | Piła                | 3.                         | 10+3                       | (1,3,1,3,2) +3             | Jarosław Hampel     |
| 11 października  | 2019 | Fogo Unia Leszno          | Gdańsk              | 15.                        | 5                          | (0,0,1,1,3)                | Krzysztof Kasprzak  |
| 27 lipca         | 2020 | Fogo Unia Leszno          | Bydgoszcz           | 4.                         | 11                         | (1,2,2,3,3)                | Bartosz Zmarzlik    |
| 21 czerwca       | 2021 | Fogo Unia Leszno          | Zielona Góra        | 2.                         | 11+3                       | (0,3,3,3,2) +3             | Bartosz Zmarzlik    |
| 18 kwietnia      | 2022 | Fogo Unia Leszno          | Opole               | 9.                         | 7                          | (t,1,3,0,3)                | Bartosz Zmarzlik    |
| 6 maja           | 2023 | Fogo Unia Leszno          | Opole               | 8.                         | 7                          | (3,1,1,1,1)                | Maciej Janowski     |
| 21 kwietnia      | 2025 | Fogo Unia Leszno          | Opole               | 13.                        | 5                          | (0,2,2,0,1)                | Bartosz Zmarzlik    |

### Srebrny Kask
| Dzień      | Rok  | Klub        | Miejscowość  | Miejsce | Punkty | Biegi       | Zwycięzca         |
| ---------- | ---- | ----------- | ------------ | ------- | ------ | ----------- | ----------------- |
| 24 lipca   | 2001 | Unia Tarnów | Zielona Góra | 7.      | 9      | (2,2,1,3,1) | Rafał Okoniewski  |
| 5 września | 2003 | Unia Tarnów | Bydgoszcz    | 2.      | 13     | (1,3,3,3,3) | Robert Miśkowiak  |
| 3 września | 2004 | Unia Tarnów | Zielona Góra | —       | —      | NS          | Adrian Miedziński |
| 14 lipca   | 2005 | Unia Tarnów | Tarnów       | 1.      | 13     | (2,3,2,3,3) | —                 |

### Brązowy Kask
| Dzień      | Rok  | Klub        | Miejscowość         | Miejsce | Punkty | Biegi       | Zwycięzca         |
| ---------- | ---- | ----------- | ------------------- | ------- | ------ | ----------- | ----------------- |
| 6 września | 2001 | Unia Tarnów | Ostrów Wielkopolski | 6.      | 9      | (0,3,1,2,3) | Rafał Szombierski |
| 25 lipca   | 2003 | Unia Tarnów | Toruń               | 1.      | 15     | (3,3,3,3,3) | —                 |

## Odznaczenia
- Złoty Krzyż Zasługi za zasługi dla rozwoju sportu żużlowego w Polsce, za osiągnięcia sportowe (2010)[2]